# 전주유씨무실종택
안동 전주유씨 무실종택(全州柳氏務實宗宅)은 경상북도 안동시 임동면 수곡리에 있는 건축물이다. 1984년 5월 21일 경상북도의 민속문화재 제47호로 지정되었다.

## 개요
전주 류씨 무실파의 대종택이다. 원래 임동면 수곡동에 있었는데, 임하댐 건설로 인하여 1988년에 현 위치로 옮겨 지었다. 전주 류씨는 고려 후기 완산백 류습(柳濕)을 시조로 하고 있으며, 퇴계 학통으로 학문적 기틀을 마련하였다.
이곳은 류윤선이 한양에서 분가하여 영주에 거주하다가 그의 아들 류성이 이사하여 정착한 곳이다. 그 후 자손이 번성하고 인재가 많이 배출되어 영남의 유수한 문중이 되어 무실 류씨로 불리게 되었다.
앞면 7칸·옆면 6칸의 목조 기와집으로 전면에 7칸의 행랑채를 두고 있고, 안채는 ㅁ자형으로 구성되어 있다. 안채의 서쪽으로는 사랑채·대청 3칸·겹집을 달았으며, 뒤에는 사당이 있다.

## 참고 자료
- 전주유씨무실종택 - 국가유산청 국가유산포털